# São Mateus da Calheta
São Mateus da Calheta es una freguesia portuguesa del concelho de Angra do Heroísmo, con 6,29 km² de superficie y 3.343 habitantes (2001). Su densidad de población es de 531,5 hab/km².
Se encuentra a una latitud de 38° N y una longitud 27º O. La freguesia se encuentra a 1 m s. n. m. Obtuvo su autonomía el 24 de noviembre de 1832. La freguesia posee dos fuertes, el Forte Grande y el Forte da Negrita.